# Eresia de Milia de Lastur

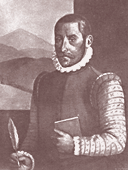
Esteban de Garibay.

El cantar fúnebre de Milia de Lastur (en euskera Milia Lasturkoren eresia) es un canto fúnebre medieval en euskera.
Las eresiak o cantares fúnebres medievales son fruto del legado de la aristocracia guerrera. Son cantares de gran tradición y calidad pero de los cuales pocos se han conservado debido a que incluían acusaciones y críticas y fueron prohibidas por la Iglesia y los poderes civiles. Los cantores eran siempre mujeres y en este caso se trata de cuatro estrofas improvisadas por la hermana de la difunta, a la que le responde con otras dos la hermana de Perú Garzia (el marido) y que concluye con la intervención de la primera de nuevo. Este cantar funerario fue recogido y publicado en las Memorias de Esteban de Garibay. He aquí un fragmento con la traducción hecha por Koldo Izagirre: 
MILIA LASTURKOREN ERESIA
Anónimo, siglo XV